# Товариство для допомоги нужденним літераторам і вченим
Товариство для допомоги нужденним літераторам і вченим, «Літературний фонд» — громадська організація. Заснована 1859 в Санкт-Петербурзі. Набула широкої відомості під назвою «Литературный фонд». Ініціатором створення товариства був письменник О.Дружинін, при найближчому сприянні К.Кавеліна, А.Заболоцького-Десятовського, які склали статут, О.Галахова, І.Тургенєва, М.Чернишевського та ін. письменників і учених. Серед членів-засновників «Литературного фонда» був геній української національної поезії Т.Шевченко. Перші загальні збори членів відбулися в листопаді 1859, головою комітету товариства обрали Єг. Ковалевського. Згідно зі статутом, затвердженим у серпні 1859, т-во мало на меті надавати допомогу осиротілим родинам літераторів і вчених, що терпіли нужду, та самим літераторам і вченим, котрі через похилість віку або через які-небудь ін. обставини не могли утримувати себе власними трудами. Т-во допомагало письменникам і вченим видавати їхні твори, а талановитим молодим літераторам — набувати освіту. Його матеріальну основу складали внески, кошти від окремих видань, літ. вечорів, спектаклів, концертів і пожертви окремих осіб. Зокрема, дружина М.Костомарова Аліна Леонтіївна, якій належало право видання творів чоловіка, заповіла це право «Литературному фонду», а також передала у власність фонду наявні екземпляри його надрукованих праць, у тому числі оригінальний збірник «Литературное наследие» (С.-Петербург, 1890). Т-вом здійснено чимало унікальних видань, серед яких багатотомне «Собрание сочинений Н. И. Костомарова» (С.-Петербург, 1903–06).